# Hygrotus nigrolineatus
Hygrotus nigrolineatus es una especie de escarabajo del género Hygrotus, familia Dytiscidae. Fue descrita científicamente por Steven en 1808.

## Distribución geográfica
Habita en Europa y norte de Asia (excepto China).